# 유럽 태권도 연맹
유럽 태권도 연맹(European Taekwondo Union, ETU)은 유럽의 태권도 종목을 총괄하는 국제 스포츠 행정 기구이다. 유럽 회원국의 국가 태권도 연맹으로 구성되며 대륙별로 모든 태권도 문제를 규제하는 역할을 진행한다. ETU에 처음 참가한 국가는 스페인, 벨기에, 오스트리아, 포르투갈, 독일, 이탈리아, 프랑스, 네덜란드, 터키, 그리스, 덴마크, 영국 이었다. ETU의 첫 번째 유럽 선수권 대회는 1976년 5월 22일부터 23일까지 바르셀로나에서 열렸다. 1988년 서울과 1992년 바르셀로나에서 두 번 시범 스포츠 경기로만 간주되었던 WTF 스타일(올림픽 스타일 태권도)은 2000년 시드니 에서 완전한 올림픽 종목으로 통합되었다. 2022년 러시아의 우크라이나 침공 이후 유럽태권도연맹은 러시아와 벨로루시에서 조직된 태권도 대회를 인정하지 않고 어느 나라에서도 대회를 개최하지 않을 것이라고 발표했다.

## 참고 문헌
- 이경명 (2011). 〈유럽 태권도 연맹〉. 《태권도 용어정보사전》. 태권도문화연구소.
- “유럽 태권도 연맹”. 세계 태권도 연맹.
- “유럽 태권도 연맹”. 국제 협회 연합.

## 같이 보기
- 세계 태권도 연맹